# Carl Jóhan Jensen
Carl Jóhan Jensen (født 2. december 1957) er en færøsk forfatter og digter. Han tilbragte sin barndom i Tórshavn, hvor han tog realeksamen, derefter flyttede han til Danmark, hvor han tog studentereksamen i 1976 ved Sorø Akademi. Derefter flyttede han tilbage til Tórshavn, hvor han bl.a. var beskæftiget som journalist og fra 1979 til 1981 studerede han færøsk sprog i Tórshavn. Frá 1981 til 1987 studerede han islandsk sprog i Reykjavík. I 1990 tog han cand.phil.-eksamen i færøsk. Han bor for tiden i Brussel sammen med sin australske kone, Kate Sanderson, som i 2012 blev ansat som færøsk ambassadør i EU, hun er ansat i en tre-årig periode. Carl Jóhan og Kate har to sønner. 
Carl Jóhan Jensen har udviklet sit forfatterskab fra en indadvendt lyrisk form til en udadvendt og sammensat episk form. Han er i dag en af Færøernes fremmeste forfattere og kritikere. 
I oktober 2011 deltog Færøerne for første gang i den tyske bogmesse Frankfurter Buchmesse, som er verdens største bogmesse. Færøerne deltog som gæstedeltager sammen med Island, som var æresgæst i 2011. Færøerne fik lov til at deltage med 10 færøske bøger, som skulle repræsentere forskellige genrer. En af disse udvalgte 10 var Carl Jóhan Jensens bog Ó – Søgur um djevulsskap.
Han var formand for Rithøvundafelag Føroya (Færøernes Forfatterforening) 1991-92 og 2004–2006.
Har modtaget Mentanarvirðisløn M. A. Jacobsens (Thorshavn byråds kulturpris) i 1989 og 2006.
Nomineret til Nordisk råds litteraturpris 2007 for sin roman Ó – Søgur um djevulsskap. Hans bøger var også nomineret i 1991, 1998, 2008 og 2016.

## Udgivelser
- 1977 – Yrkingar (digtsamling)
- 1982 – Skríggj (digtsamling)
- 1990 – Hvørkiskyn (digtsamling)
- 1995 – Rúm – tekstur í 14 pørtum (roman)
- 1997 – Tímar og rek (digtsamling) – nomineret til Nordisk Råds Litteraturpris
- 2000 – Mentir og mentaskapur (antologi)
- 2005 – Ó – Søgur um djevulskap (roman) – nomineret til Nordisk Råds Litteraturpris (udkommet i 2010 på nynorsk)
- 2006 – September í bjørkum sum kanska eru bláar – digtsamling på CD (også udkommet i 2010 på forlaget TORGARD)
- 2014 – Eg síggi teg betur í myrkri (roman)[3]

## Priser, legater mm.
- 1989 - Modtog Mentanarvirðisløn M. A. Jacobsens
- 1991 - Nomineret til Nordisk råds litteraturpris
- 1998 - Nominated for the Nordisk råds litteraturpris
- 2006 - Modtog Mentanarvirðisløn M. A. Jacobsens
- 2007 - Nomineret til Nordisk råds litteraturpris for romanen Ó – Søgur um djevulsskap
- 2008 - Nomineret til Nordisk råds litteraturpris for digtsamlingen September í bjørkum sum kanska eru bláar
- 2011 - 1-årigt arbejdslegat fra Mentanargrunnur Landsins[4]
- 2015 - Modtog Mentanarvirðisløn M. A. Jacobsens
- 2016 - Nomineret til Nordisk råds litteraturpris for romanen Eg síggi teg betri í myrkri[5]